# Hyptis
Genre
Hyptis est un genre de plantes à fleurs de la famille des Lamiacées.
C'est le genre type de la sous-tribu des Hyptidinae.

## Liste des sous-espèces, variétés et espèces
Selon World Checklist of Selected Plant Families (WCSP) (23 décembre 2019) :
- Hyptis actinocephala Griseb. (1866)
- Hyptis adamantium A.St.-Hil. ex Benth. (1833)
- Hyptis alata (Raf.) Shinners (1962)
  - sous-espèce Hyptis alata subsp. alata
  - sous-espèce Hyptis alata subsp. rugosula (Briq.) Harley (1983)
- Hyptis alpestris A.St.-Hil. ex Benth. (1833)
- Hyptis alutacea Pohl ex Benth. (1833)
- Hyptis amaurocaulis Briq. (1898)
- Hyptis ammotropha Griseb. (1866)
- Hyptis angulosa Schott ex Benth. (1833)
- Hyptis angustifolia Pohl ex Benth. (1833)
- Hyptis arenaria Benth. (1848)
- Hyptis argentea Epling & Mathias (1957)
- Hyptis armillata Epling (1933)
- Hyptis asteroides A.St.-Hil. ex Benth. (1833)
- Hyptis atrorubens Poit. (1806)
- Hyptis australis Epling (1936)
- Hyptis bahiensis Harley (2003)
- Hyptis balansae Briq. (1889)
- Hyptis bicolor Epling, Revista Mus. La Plata (1949)
- Hyptis brachiata Briq. (1898)
- Hyptis brachypoda Epling (1941)
- Hyptis brevipes Poit. (1806)
- Hyptis caduca Epling (1937)
- Hyptis caespitosa A.St.-Hil. ex Benth. (1833)
- Hyptis campestris Harley & J.F.B.Pastore (2012)
- Hyptis capitata Jacq. (1787)
- Hyptis coccinea Mart. ex Benth. (1833)
- Hyptis colligata Epling & Játiva (1968)
- Hyptis colubrimontis Epling & Játiva (1967)
- Hyptis comaroides (Briq.) Harley & J.F.B.Pastore (2012)
- Hyptis complicata A.St.-Hil. ex Benth. (1833)
- Hyptis conferta Pohl ex Benth. (1833)
- Hyptis corymbosa Benth. (1848)
- Hyptis crassipes Epling, Revista Mus. La Plata (1949)
- Hyptis crenata Pohl ex Benth. (1833)
- Hyptis cruciformis Epling (1937)
- Hyptis cualensis J.G.González & Art.Castro (2014)
- Hyptis cymulosa Benth. (1849)
- Hyptis deminuta (Epling) Epling, Revista Mus. La Plata (1949)
- Hyptis dictyodea Pohl ex Benth. (1833)
- Hyptis dilatata Benth. (1848)
- Hyptis ditassoides Mart. ex Benth. (1833)
- Hyptis divaricata Pohl ex Benth. (1833)
- Hyptis dumetorum Morong (1893)
- Hyptis eriocauloides A.Rich. (1850)
- Hyptis fallax Harley (2004)
- Hyptis ferruginosa Pohl ex Benth. (1833)
- Hyptis florida Benth. (1846)
- Hyptis frondosa S.Moore (1904)
- Hyptis gardneri Briq. (1898)
- Hyptis goyazensis A.St.-Hil. ex Benth. (1833)
- Hyptis grisea Harley (2012)
- Hyptis guanchezii Harley (1989)
- Hyptis hamatidens Epling & Játiva (1967)
- Hyptis hassleri Briq., Bull. Herb. Boissier, sér. 2 (1907)
- Hyptis havanensis Britton ex Epling (1933)
- Hyptis heterophylla Benth. (1848)
- Hyptis hilarii Benth. (1833)
- Hyptis hirsuta Kunth (1818)
- Hyptis hispida Benth. (1848)
- Hyptis homalophylla Pohl ex Benth. (1833)
- Hyptis huberi Harley (1986)
- Hyptis humilis Benth. (1848)
- Hyptis hygrobia Briq. (1896)
- Hyptis imbricata Pohl ex Benth. (1833)
- Hyptis imbricatiformis Harley (1986)
- Hyptis imitans Epling (1936)
- Hyptis inodora Schrank (1826)
- Hyptis intermedia Epling (1940)
- Hyptis involucrata Benth. (1833)
- Hyptis kempffiana Harley (2012)
- Hyptis kramerioides Harley & J.F.B.Pastore (2010)
- Hyptis laciniata Benth. (1840)
- Hyptis lacustris A.St.-Hil. ex Benth. (1833)
- Hyptis lagenaria A.St.-Hil. ex Benth. (1833)
- Hyptis lanceolata Poir. (1813)
- Hyptis langlassei Fernald (1910)
- Hyptis lantanifolia Poit. (1806)
- Hyptis lanuginosa Glaz. ex Epling (1936)
- Hyptis lappacea Benth. (1833)
- Hyptis lappulacea Mart. ex Benth. (1833)
- Hyptis laurifolia A.St.-Hil. ex Benth. (1858)
- Hyptis lavandulacea Pohl ex Benth. (1858)
- Hyptis leptoclada Benth. (1848)
- Hyptis linarioides Pohl ex Benth. (1833)
- Hyptis lobata A.St.-Hil. ex Benth. (1833)
- Hyptis loeseneriana Pilg. (1901)
- Hyptis longifolia Pohl ex Benth. (1833)
- Hyptis lorentziana O.Hoffm. (1881)
- Hyptis lucida Pohl ex Benth. (1833)
- Hyptis lutescens Pohl ex Benth. (1833)
- Hyptis luticola Epling (1951)
- Hyptis macrocephala M.Martens & Galeotti (1844)
- Hyptis macvaughii J.G.González & Art.Castro (2014)
- Hyptis marrubioides Epling (1937)
- Hyptis maya Harley (2011)
- Hyptis meridionalis Harley & J.F.B.Pastore (2012)
- Hyptis microphylla Pohl ex Benth. (1833)
- Hyptis microsphaera Epling (1944)
- Hyptis minutifolia Griseb. (1866)
- Hyptis mollis Pohl ex Benth. (1833)
- Hyptis monticola Mart. ex Benth. (1833)
- Hyptis muelleri Briq. (1889)
- Hyptis multibracteata Benth. (1833)
- Hyptis nigrescens Pohl ex Benth. (1833)
- Hyptis nudicaulis Benth. (1833)
- Hyptis obtecta Benth. (1848)
- Hyptis obtusiflora C.Presl ex Benth. (1833)
- Hyptis odorata Benth. (1833)
- Hyptis orbiculata Pohl ex Benth. (1833)
- Hyptis origanoides Pohl ex Benth. (1833)
- Hyptis ovalifolia Benth. (1848)
- Hyptis ovata Pohl ex Benth. (1833)
- Hyptis pachyarthra Briq., Bull. Herb. Boissier, sér. 2 (1907)
- Hyptis pachycephala Epling (1936)
- Hyptis pachyphylla Epling (1937)
- Hyptis paludosa A.St.-Hil. ex Benth. (1833)
- Hyptis parkeri Benth. (1833)
- Hyptis passerina Mart. ex Benth. (1833)
- Hyptis paupercula Epling (1937)
- Hyptis penaeoides Taub. ex Ule (1894)
- Hyptis personata Epling (1936)
- Hyptis petiolaris Pohl ex Benth. (1833)
- Hyptis proteoides A.St.-Hil. ex Benth. (1833)
- Hyptis pseudolantana Epling (1941)
- Hyptis pseudosinuata Epling (1941)
- Hyptis pulchella Briq., Bull. Herb. Boissier, sér. 2 (1907)
- Hyptis pulegioides Pohl ex Benth. (1833)
- Hyptis pusilla (Pohl) Harley & J.F.B.Pastore (2012)
- Hyptis pycnocephala Benth. (1848)
- Hyptis pyriformis Epling & Játiva (1967)
  - variété Hyptis pyriformis var. pyriformis
  - variété Hyptis pyriformis var. yutajeensis Harley (1998 publ. 1999)
- Hyptis radicans (Pohl) Harley & J.F.B.Pastore (2012)
- Hyptis ramosa Pohl ex Benth. (1833)
- Hyptis recurvata Poit. (1806)
- Hyptis remota Pohl ex Benth. (1833)
- Hyptis rhypidiophylla Briq. (1900)
- Hyptis rhytidea Benth. (1839)
- Hyptis riparia Harley (2006)
- Hyptis rondonii Epling (1937)
- Hyptis rotundifolia Benth. (1833)
- Hyptis rubiginosa Benth. (1833)
- Hyptis salicina J.A.Schmidt (1858)
- Hyptis salvioides (Zahlbr.)
- Hyptis savannarum Briq. (1898)
- Hyptis saxatilis A.St.-Hil. ex Benth. (1833)
- Hyptis selloi Benth. (1833)
- Hyptis sericea Benth. (1833)
- Hyptis shaferi Britton (1920)
- Hyptis sinuata Pohl ex Benth. (1833)
- Hyptis subviolacea Briq. (1898)
- Hyptis tetracephala Bordignon (1992)
- Hyptis tetragona Pohl ex Benth. (1833)
- Hyptis tricephala A.St.-Hil. ex Benth. (1833)
- Hyptis tuberosa Harley (2012)
- Hyptis tumidicalyx Epling & Játiva (1967)
- Hyptis turnerifolia Mart. ex Benth. (1833)
- Hyptis tweediei Benth. (1848)
- Hyptis uliginosa A.St.-Hil. ex Benth. (1833)
- Hyptis uncinata Benth. (1833)
- Hyptis velutina Pohl ex Benth. (1833)
- Hyptis vilis Kunth & C.D.Bouché, Index Seminum (B (1848)
- Hyptis villosa Pohl ex Benth. (1833)
- Hyptis viminea Epling (1937)
- Hyptis woodii Harley (2012)
- Hyptis xanthiocephala Mart. ex Benth. (1833)